# Virginie Faivre
Pour les articles homonymes, voir Faivre.
Virginie Faivre, née le 6 septembre 1982 à Lausanne, est une skieuse freestyle suisse spécialiste du half-pipe et du slopestyle. Triple championne du monde, elle est devenue en 2018 présidente du comité d'organisation des Jeux olympiques de la jeunesse 2020 de Lausanne. 

## Biographie
Elle a été championne du monde de half-pipe en 2009 lors des Championnats du monde et elle a remporté le globe de cristal à l'issue des épreuves de la Coupe du monde 2009. En 2013, elle réussit aussi le doublé coupe du monde-championnats du monde, l'emportant devant Anaïs Caradeux et à la Japonaise Ayana Onozuka à Oslo. Au total, elle a remporté deux victoires en coupe du monde et est montée sur douze podiums dont le premier fut réalisé lors de sa première course à Saas-Fee. En 2014, elle finit quatrième aux Jeux olympiques de Sotchi dans l'épreuve du half-pipe. Elle remporte un troisième titre de championne du monde en 2015.
Victime d'une nouvelle commotion cérébrale au printemps 2016, elle annonce en décembre de la même année sa décision de mettre un terme à sa carrière.
Elle reste dans le milieu du sport, travaillant au sein du comité d'organisation des Jeux olympiques de la Jeunesse 2020, prévus à Lausanne puis en assurant la présidence.

## Palmarès

### Championnats du monde
- médaillée d'or du halfpipe en 2009 à Inawashiro, en 2013 à Oslo et en 2015 à Kreischberg.
- 4 participations : 2005, 2009, 2013, 2015

### Coupe du monde
- Meilleur classement général : 2e en 2013.
- 3 petits globe de cristal :
  - Vainqueur du classement half-pipe 2008, 2009 et 2013.
- 12 podiums en half-pipe dont 2 victoires
- Détail des victoires : le 11 janvier 2009 aux Contamines et le 16 février 2013 à Sotchi

### Autres
- 1re à l'European Open (Halfpipe) en 2009 et 2011
- 1re à l'European Open (Slopestyle) en 2006, 2007 et 2008
- 1 victoire en Coupe d'Europe à Saas-Fee en 2011
- 1re au World Ski Invitational (Slopestyle) en 2007
- 1re du Taravana Freestyle en 2007
- 1re au Saas-Fee Ride 2003 et 2007
- 1re au Team Queen’s Cup en 2006
- 1re du Rip Curl Freeski (Halfpipe) en 2003